# 補陀落渡海

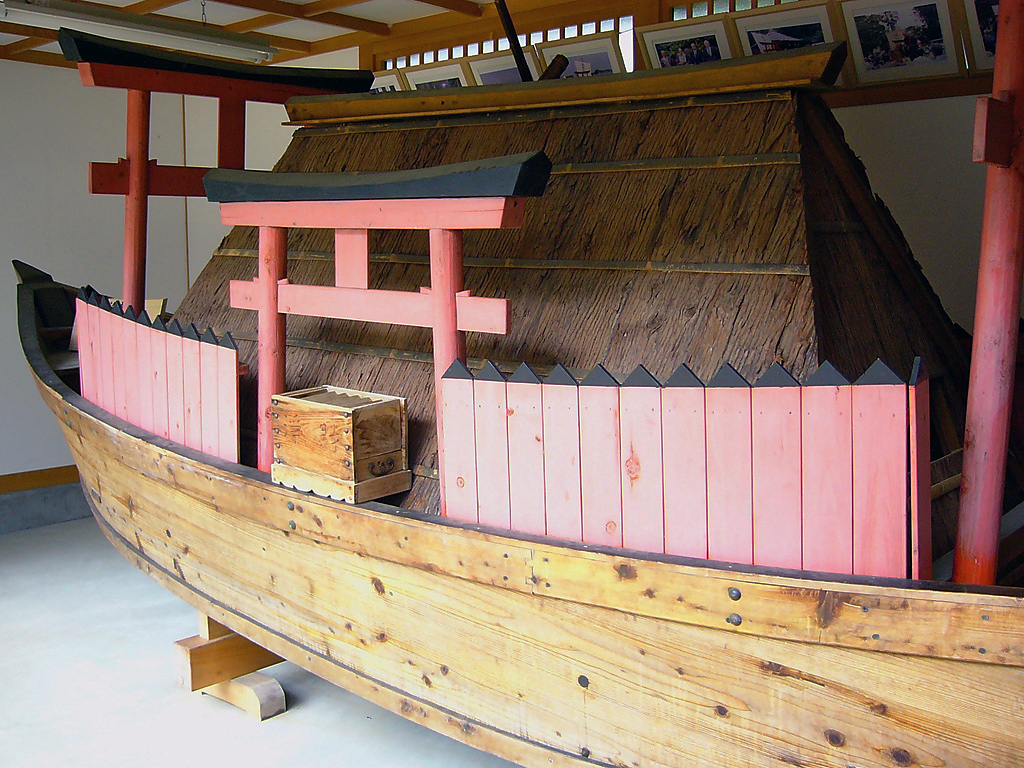
補陀落渡海船

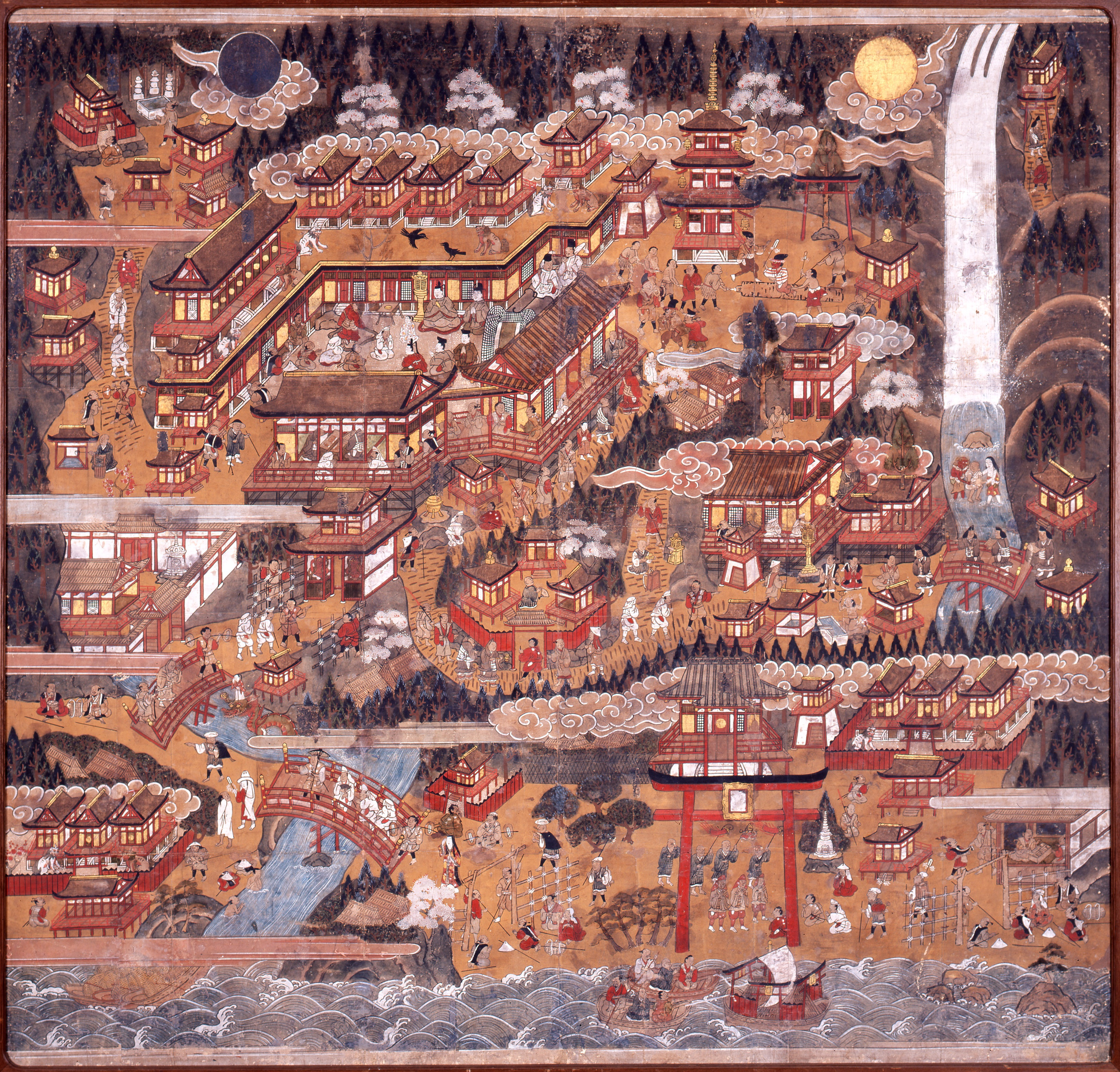
那智参詣曼荼羅。最下部右側に補陀落渡海船を描く。渡海船の上の寺院が補陀洛山寺。

補陀落渡海（ふだらくとかい）は、昔の日本で行われた、仏教の宗教行為。観音菩薩の浄土である補陀落山への往生を願い、海上へ船出する。補陀落山は南にあると考えられたため、特に中世の熊野や土佐から出発した例が多い。事実上命を落とす行為であり、重石を身に付けて入水したり、船に穴を空けて沈めたりする場合もあった。のちには亡くなった僧侶を船に乗せて送り出す水葬の一種としても行われた。

## 概要
南方に臨む海岸から行者が渡海船に乗り込み、そのまま沖に出るのが基本的な形態である。伴走船2隻とともに3隻で船団を組む場合もあり、伴走船が沖まで曳航してから綱を切って見送る。
命を投げ打つ覚悟で行うものであり、渡海船に窓や扉はなく、乗船後外から釘を打ち付けたという。ほとんどの場合餓死あるいは沈没死したが、琉球諸島に漂着し生きながらえた例もある。船で漂流する場合はそのように生存する可能性もなくはなかったため、重石を身に付けて入水したり、船に穴を空けて沈めたりするなど、確実に命を落とす方法もとられた。
江戸時代になると、遺体を渡海船に乗せて送り出す水葬の一種として行われるようになり「補陀落渡り」と称した。
現在確認できる補陀洛渡海の記録は57件を数えるが、その中には『平家物語』『とはずがたり』に現れた足摺岬の地名由来説話や、水難死との異説を持つ例も含んでいる。
最古の事例は貞観10年（868年）11月3日に紀伊国（和歌山県）熊野で慶龍上人によって行われたもので、最後の事例は明治42年（1909年）に高知県足摺岬で金剛福寺の天俊上人によって行われたものである。最も有名かつ多くの資料が残るものは紀伊国熊野の那智で補陀洛山寺を拠点に行われたもので、『熊野年代記』には貞観10年から享保7年（1722年）まで20例の記録がある。土佐国室戸岬・足摺岬も渡海の中心地となった。常陸国那珂湊の一例を除いては西日本における記録であり、日本海側の山陰でも出雲国に一例がある。
補陀落渡海のピークは16世紀で、57件のうち実に半数近くの27件が16世紀のものである。
渡海の時期は季節風によって南方に向かうのに適した11月が選ばれることが多く、出発日は観音菩薩の結縁日である18日が選ばれた。

## 思想的および地理的背景
補陀落（補陀洛、普陀落、補陀洛迦、補陀落迦、補怛落迦、補怛洛迦、布怛洛迦）というのは、サンスクリット語の「Poṭalaka」（ポータラカ）の漢訳であり、白華、小白華、小花樹、光明、海島とも言われる。補陀落というのは観音菩薩の浄土であり、その場所は諸説あるがインドの南海岸や中国・舟山列島の普陀山などと考えられた。
日本では那智山、日光山（二荒山）、室戸岬、足摺岬などが補陀落に擬され、観音信仰の霊場となった。日光には、毎年8月（旧暦6月）に行われる「船禅頂」（補陀落禅頂）という、中禅寺湖畔の勝道上人の遺跡を巡って花を手向ける行事がある。
また熊野は古くから捨身行の行われた聖地であった。『日本霊異記』下巻・第1「法華経を憶持する者の舌、曝りたる髑髏の中に著きて朽ち不る縁」には、熊野村の山中で、ある禅師が麻の縄で岩と自分の足を繋ぎ、断崖から身を投げたが、法華経を唱える舌は死後3年を経ても朽ちることなく、経が聞こえ続けていたという逸話がある。『本朝法華験記』巻上・第9の、日本最初とされる応照法師の焼身も、熊野那智においてのことである。
『梁塵秘抄』には、以下の歌がある。
『今昔物語集』巻13・34話に、補陀落渡海の原型と言える以下の逸話がある。
天王寺の僧・道公は、熊野に参詣し安居を勤めた帰途、紀伊国美奈部郡（和歌山県日高郡みなべ町付近）の海岸の大樹の下で野宿した。夜半、馬に乗った人2、30騎ばかりが来て、「樹の本の翁はいるか、お供をせよ」と言ったのに対し、「馬が足をくじいていてお供できません、明日には治療をして、あるいは他の馬でも見つけて参ります」と答える者があったので、道公は自分以外にも樹の下に人がいたのかと驚いた。
夜が明けてから道公が樹の周りを探しても人はなく、古い道祖神があるだけだった。道祖神の前には絵馬があり、足の部分が破損していた。道公は、昨夜の翁は道祖神だったかと思い、絵馬の足の部分を繕って、その日もその樹の下に留まった。すると夜半に前日と同じく馬に乗った多くの人が来て、道祖神も馬に乗って出て行った。
暁に道祖神が帰ってきて、道公に馬の治療の感謝を述べるとともに、馬に乗った者達は行疫神（疫病神）であり、自身はその先導として使役され苦しめられているので、上品（じょうぼん）に生まれ変わりたいと言った。道公は自分の力は及ばないと言ったが、道祖神は「この樹の下に3日留まって、法華経を唱えてくだされば、私は苦の身を捨てて楽の所に生まれましょう」と言ってかき消すようにいなくなってしまった。
道公はその言葉通り三日三晩読経をしたところ、4日目に道祖神が現れ、「法華の功徳ににり私はこの身を捨てて補陀落山に生まれ変わり、観音の眷属として菩薩の位に昇ろうとしています。この真偽を知りたければ、小さい船を作って私の木像を乗せて海に浮かべ、どうなるかご覧ください」と言ってかき消えてしまった。
道公がその言葉通り柴の船を作り、道祖神の像を乗せて海に浮かべると、波も風もないのに柴の船は南に向かって去っていった。道公は船が見えなくなるまで礼拝した。この郷にも、道祖神が菩薩の形となって南に飛び去る夢を見た老人がいた。道公は天王寺に帰ってからますます信心深く法華経を詠唱した。
同様の逸話は『本朝法華験記』巻下・128話、『元亨釈書』巻9にも見える。

## 渡海船
補陀落渡海に使う渡海船についての史料は少ないが、『那智参詣曼荼羅』の図像や後述する実例の記録から断片的に拾うことができる。
- 『吾妻鏡』に見える智定坊の渡海船は、乗船後外から釘を打ち付け、扉は一つもなく、日月の光は入らず、灯火に頼るしかなく、30日ほどの食物と油を用意するだけだったという[16]。

『那珂湊補陀洛渡海記』には、享禄4年（1531年）に高海上人によって建造された渡海船についての詳しい記述がある。
- 前後には33座（観音菩薩が33身に変化して衆生を救う事に由来）を設ける。
- 左右には19座（『法華経』普門品の十九段説法に由来）を設ける。
- 四方には「発心門」「修行門」「菩提門」「涅槃門」の四門を開く。
- 帆は多羅葉の梵文（貝葉経）
- 綱は素怛覧の貫線
- 橦は観音の楝
- 楫は南方に椋（むくのき、「無垢」または「南方に向く」か）
- 高海の乗る船の他にも、第二船・第三船があった。
- 渡海の段になると、帆をあげ綱を解く。

渡海船の絵画資料としては那智参詣曼荼羅が代表的なものであり、3隻からなる船団を描く。先頭の1隻が渡海船で、後ろの2隻が曳航船だが、曳航船2隻は縦列に描かれる場合と並列に描かれる場合がある。補陀落船は和船の上に屋形を置き、その上に大きな白帆、周囲には4つの鳥居とその間に卒塔婆の忌垣を設ける。『那珂湊補陀洛渡海記』の記述から、この鳥居が四門であり、3隻で船団を組むのは中世普遍的に行われた形態であると考えられる。
中世の葬送儀礼では、四門は葬場の四方に設けられるもので、卒塔婆の瑞垣は墓所の周囲に設けられる「四十九院」であった。これらのことから渡海は死を覚悟した実践行であり、窓のない屋形は入定所とみることができる。船団を組む3隻は阿弥陀三尊（阿弥陀・観音・勢至）を表象しているとみられる。
上述するのは中世の渡海船の一つの典型であり、現在の補陀洛山寺に置かれる復元された渡海船もこの形式を踏襲しているが、他の形態の記録もある。
- 渡海船を描いた早い例である鎌倉時代の「天竺図」（法隆寺蔵）や南北朝時代の「補陀落山曼荼羅」（聖林寺蔵）で補陀落山に着いた船は通常の構造の船である[25]。

- 森本一瑞『肥後国志』巻9は、弘円上人の渡海船を土船だったと伝える[26]。
- 日秀上人の渡海船は葦舟や駕舟、解脱坊貞慶の渡海船は一葉舟と書かれるように、きわめて小型の船だったと推察される。
- 宣教師の報告には船底に穴を空けて沈むようにしたというものがあり、日秀上人にも船底の穴を鮑が塞いだとの伝承がある[27]。

補陀洛山寺には、補陀落渡海船の船板の一部と伝わる板絵が現存する。
補陀洛山寺では、船が補陀落山に着いた後、渡海船や書札が那智浦に帰ってくるという伝承があったことが、戦国時代から桃山時代の写本『熊野山略記』巻3に記述される。

## 熊野における例

### 補陀洛山寺

#### 『熊野年代記』
『熊野年代記』は貞観10年（868年）11月3日の慶龍上人の補陀落渡海を初例として、享保7年（1722年）6月7日の宥照の渡海まで、9世紀・10世紀・12世紀各1例、15世紀2例、16世紀9例、17世紀5例、18世紀1例の計20例を記載する。
享保20年（1735年）に江戸寺社奉行所に提出した訴訟証文の写しである、青岸渡寺蔵の『本願中出入證跡之写別帳』（壱）には、『熊野年代記』に見える20例中、10世紀以前の2例を除いた18例を記載する。同帳はさらに、補陀洛寺の住持は代々渡海上人と号し、渡海を望む者の先達を務めて補陀洛島／綱切島に渡り、往生の儀式を済ませて同行ともども入水する。その際額札に上人の名を書き記して補陀洛山千手堂に納める。渡海があるときは、三所権現観音宝前で神秘の儀式があり、天文年中（1532年 - 1555年）まで諸国から渡海を望む者があった、とも述べている。
南方熊楠は明治37年（1904年）ごろ補陀洛山寺に宿泊し、過去帳と位牌をもとに渡海上人について記録し、大正9年（1920年）『日本及日本人』789号「ふだらく走り」で発表している。『熊野年代記』に見える20例中11例と名前が一致するが、渡海年が一致しないものもある。なお、熊楠は補陀洛山寺の住職は既に遷化し、妹2人も嫁いだため寺は無住になったとしている。
『熊野年代記』記載の20例のうち、以下の5例は補陀洛山寺に額札、位牌または供養塔が残る。
- 享禄4年（1531年）11月18日に渡海した足駄上人。額札が残る。本名は祐信上人で、普段足駄で歩行したためこの名がある。豊後国の人。
- 寛永13年（1636年）3月18日に渡海した清雲上人。補陀洛山寺裏山に供養塔が残る。
- 寛文3年（1663年）9月25日に渡海した清順上人。補陀洛山寺に位牌が残る。慶安元年の「浜宮三所権現社棟札」に見える清順と同一人物とみられ、それによれば武州江戸の産まれ。
- 貞享3年（1686年）6月6日に渡海した順意上人。補陀洛寺に位牌が残り、裏山に供養塔がある。
- 享保7年（1722年）6月7日に渡海した宥照上人。補陀洛山寺に位牌が残り、裏山に無縫塔がある。

『熊野年代記』に記載のない中世の渡海記録として、寛政3年（1791年）ごろの和歌山藩からの尋書に対する那智山社中の回答に、16世紀の人物とみられる「那智瀧本千日別当円覚」が補陀落渡海をした記述が見える（『熊野那智大社文書』4巻「那智山社中答書控」）。

#### 金光坊
寛政6年（1794年）開版の『熊野巡覧記』（玉川玄龍著）は、16世紀末ごろの次のような事件を伝える。補陀落山寺の住持は死期に臨むと舟に乗せ海中へ水葬し、「補陀落渡り」と称した。補陀落山の住職だった金光坊という僧は、生きながら入水するのを拒んだため、役人は無理に海中に沈めた。これ以降存命のまま入水することは行われなくなり、住職の入寂後に儀式を行うようになったという。今でも綱切島の辺りに金光島という島があるという。
なお金光坊（こんこぼ）島（北緯33度38分31秒 東経135度56分48秒 / 北緯33.64194度 東経135.94667度）は現在の地図にも記載がある。地元の伝承では「ヨロリ」という魚は金光坊の霊が魚に生まれ変わったものという。
金光坊の名は『熊野年代記』『本願中出入證跡之写別帳』には見えないものの、近世生前の補陀落渡海が行われなくなり、一種の水葬として行われるようになったのは事実である。

#### 近世の水葬
前述のように北風が吹く11月が渡海には適していたため、中世には11月の渡海例が多いが、近世にはその法則が崩れる。これは生前の渡海が行われなくなり、水葬として行われるように内容が変化したためとみられる。
児玉荘左衛門によって元禄ごろに書かれた『紀南郷導記』では、補陀洛寺の住持は臨終の際綱切島へ舟で渡り、そこで亡くなると海に沈めて葬るとしている。
『熊野巡覧記』（玉川玄龍著）では、前述のように金光坊の事件があってから存命のうちに入水させることはなくなったとする。加えて『梛水鏡（なぎのみづかがみ）』を引用し、補陀落寺の住持が遷化しても境内での殺生が禁じられているために遷化の儀式を寺内ではせず、「渡海の望みあり」と披露して経文を108の石に写して袋に入れて身に付けさせ、板輿に載せて鳥居の外へ出てから葬礼の儀式を行い、舟に乗せて綱切島という所の海中に水葬する、としている。
江戸時代後期の『大和高取領風俗問状答』、『紀伊続風土記』巻78は、かつては生きたまま渡海が行われたとするが、既に行われなくなったものとして扱っている。

### 『台記』
『台記』康治元年（1142年）8月18日条に、園城寺の覚宗（のちの熊野三山検校）が那智で修行していた少年の頃に見た補陀落渡海の様子を藤原頼長に語った内容がある。堀河院の御時（1087年 - 1107年）、ある僧が小舟の上に千手観音を作って楫を持たせ、祈ること3年に及んだ。北風が起こるよう7日間祈り続けると、北風が起き、彼は喜んで舟に乗り、礼拝を続けて舟は南へ進んでいった。他の僧や覚宗は山に登ってこれを見た。それから7日間風は止むことなく、願いは成就したのだろうと覚宗は語った。

### 平維盛
『平家物語』巻10は以下のような平維盛の入水伝説を伝える。松の木に名前を記した逸話は、補陀落山寺における額札の原型として注目される。
富士川の戦い・倶利伽羅峠の戦いで敗北した平維盛は、平家都落ちの後屋島に潜伏したが、元暦元年（1184年）屋島を出て紀伊に渡り、熊野三山を参詣した。維盛主従は浜宮王子から小舟で海にこぎ出し、山成島に上陸した。維盛は松の木を削って「祖父太政大臣平朝臣清盛公、法名浄海、親父内大臣左大将重盛公、法名浄蓮、三位中将維盛、法名浄圓、生年廿七歳、寿永三年三月廿八日、那智の奥にて入水す」と書き付け、再び舟をこぎ出した。滝口入道の説教により未練を捨てた維盛は「南無」と唱えて海へ入った。

### 智定坊
『吾妻鏡』天福元年（1233年）5月27日条に、下河辺六郎行秀という元御家人が補陀落渡海を行った記事がある。行秀は下野国那須野で行われた巻狩に際し、源頼朝から大鹿を射るよう命じられたが矢を外し、かわって小山朝政がこれを仕留めた。失態を演じた行秀は狩場で出家して逐電し行方をくらませてしまった。行秀は熊野山で法華経を読み修行して智定坊と号し、天福元年3月7日、熊野那智浦から補陀落渡海を遂げたのだった。紀伊国糸我庄から、在俗の時から出家後のことまでを記した彼の書状が、弓馬の友であった執権・北条泰時のもとにもたらされ、人びとは涙を流した。行秀の船は、乗船後外から釘を打ち付け、扉は一つもなく、日月の光は入らず、灯火に頼るしかなく、30日ほどの食物と油を用意するだけだったという。
下河辺行秀は『吾妻鏡』には上記事のみで現れ、下河辺氏の系図からも見いだすことができない。しかし、下河辺行義の子息にあたるとの推測がなされている。
智定坊の逸話は後世広く知られるようになり、浅井了意の作と言われる『北条九代記』（延宝3年（1675年）刊）では智定坊は30日余りで補陀落山にたどり着き、那智に帰還して一書を著し泰時に届けさせた後、行方が知れなくなったとしている。
補陀洛山寺の開創をこの智定坊とする伝承もある。

### 万里小路冬房
『続史愚抄』に、文明7年（1475年）11月22日に万里小路冬房が熊野から補陀落渡海を行った記述がある。万里小路冬房は従一位准大臣までのぼった公家である。『尊卑分脈』は冬房の補陀落渡海を文明17年12月21日とするが、『実隆公記』文明8年3月28日条に冬房の渡海は去年10月の頃との記述があり、『親長卿記』文明8年6月条にも冬房の子・賢房が除服（喪が明けて喪服を脱ぐこと）を申立てたとの記述があるため、文明7年が正しいとみられる。

### 日秀上人
日秀は大永年間（1521年 - 1528年）に熊野から補陀落渡海を試み、琉球に漂着して神社仏閣の再興に努め、薩摩に渡ってからは島津氏の庇護を受けた。その活動の痕跡が多数残る点で稀有な補陀落渡海僧である。

### 龍賀法印
補陀洛渡海と断定することは難しいものの、白浜町の臨済宗妙心寺派の観福寺の和尚だった龍賀にも寛永元年（1624年）入水の記録がある。『勧修寺奕世年譜』（高山寺蔵）には、寛永13年6月3日に建立された龍賀法印の十三回忌供養塔が存在した旨と、「木屐（きげき、履物）ヲ着シ、徐々トシテ潮水に入リ、波心ニ立チ、端身契印シテ化ス矣。実ニ寛永改元ノ甲子六月三日也。」（原漢文）との記述がある。

### 堯秀法印
熊野那智山奥の院・滝見寺の南方にある「堯秀法印供養塔」には、「承応二癸巳年（1653年）初六月六日之夜半 於日高郡比井浦没海化時七十四歳」とあり、『本願中出入證跡之写別帳』（壱）が引く「滝庵主過去帳」にも「承応二年六月六日、於比井浦没海」との記載がある。この「沈海」が自発的な入水であれば補陀洛渡海の影響と考えられるが、『日高町誌』は、日高町津久野の円照寺にある堯秀法印の五輪塔を紹介し、これを堯秀が梵鐘を船に載せて那智山に運ぶ途中で遭難死した供養塔としている。

## 熊野以外の地域における例

### 土佐

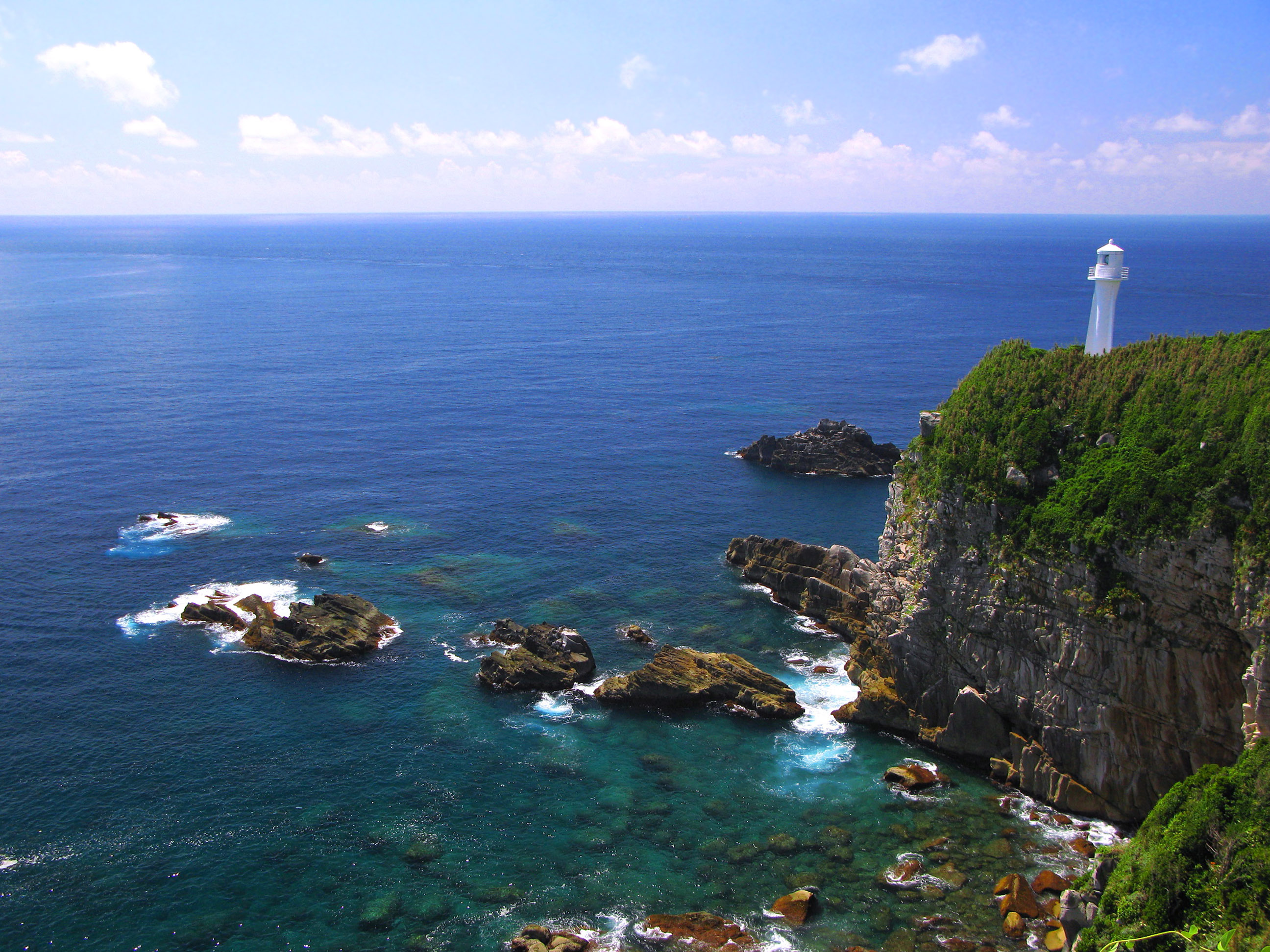
足摺岬。

#### 理一上人
長門本『平家物語』では、鬼界ヶ島に流される藤原成経が、船上から見える山を足摺岬であると教えられたことから、理一上人の補陀落渡海に思いを巡らせる形で説明される。
昔、理一という僧が、補陀落山を拝むことを誓って千日の行法を行い、弟子の「りけん」を伴って船出したが、向かい風が吹いて元の渚に戻されてしまった。理一は再び百日の行法を行い、他の者を連れては叶うまいと思い、一人で白い絹の帆をかけた「うつほ船」に乗って出航し、陸から遠ざかっていった。「りけん」は、師に置いていかれ、補陀落山を拝めない耐えがたさに倒れ伏し、足摺をして悲しんだ。「りけん」は師を慕う志が切実であったので、その魂は師のお供をして補陀落山を拝むことができた。姿はその地にとどまり、本地を観音菩薩とする足摺明神となった。

#### 賀登（東）上人
解脱坊貞慶が建仁元年（1201年）に著した『観音講式』には、長保3年（1001年）8月18日に賀登上人が土佐国室戸津から弟子一人を伴って補陀落渡海した記述がある。『地蔵菩薩霊験記』巻6「火難除滅事」では賀東上人が弟子・栄念とともに長保3年8月18日に室戸津から補陀落渡海したとしている。宗性が記した『春華秋月抄草』巻3にも阿波国の「賀■」が長保3年8月に土佐国室戸津から渡海したとの記事がある。
正嘉元年（1257年）4月の「前摂政一条実経家政所下文案」では、足摺岬の金剛福寺の由来に関連して、賀東行者が補陀落渡海を成し遂げた場所であるとしている。金剛福寺に伝えられる、尊海によって享禄5年（1532年）に書かれた縁起本『蹉跎山縁起』には、賀登上人の補陀落渡海と、それに先立って弟子・日円坊が渡海したとの記述がある。なお『蹉跎山縁起』は他の補陀落渡海僧として「阿日上人」と、享徳4年（1455年）彼に渡海を勧め、6年を経た頃に自身も渡海したという「正実沙弥」を挙げる。
賀東上人が弟子とともに渡海したという逸話は『発心集』巻3「ある禅師補陀落山に詣づる事、付けたり賀東上人のこと」にも「讃岐の三位の夫の入道」が焼身行を試みた後に補陀落渡海した話とともに記述があり、『観音冥応集』巻3「或人補陀落山ニ詣スル事」にも記述があるが、両者は出港地の記載を欠く。
金沢文庫本『観音利益集』は断簡で渡海者の名が不明であるものの、室戸津から密然という弟子を連れて「ウツホ船」で渡海した記事があり、これも賀登上人の説話とみられる。

#### 蓮台上人
『南路志』は、金剛頂寺11世の蓮台上人（平安時代末～鎌倉時代初の人物）について、「後移住南山、而終遂往生人也」としており、室戸における補陀落渡海僧として知られていた。

#### 実勝坊
湯浅宗業が弘長4年（1264年）に書いた「智眼置文」（高山寺蔵『星尾寺縁起』）には、実勝坊が「南海渡海」を行ったとの記録がある。天文19年（1550年）書写とされる『四座講縁起』によれば、康元2年（1257年）1月27日、土佐国室戸から実勝上人が一身一葉の船に乗り、補陀落詣の素懐を遂げたという。実勝は明恵から四座講（涅槃講・十六羅漢講・遺跡講・舎利講の四座の法要）を継承したとされる人物で、明恵の母の実家である湯浅氏の系図には、明恵や湯浅宗業の従甥にあたる弁海（実証）について「補陀落山渡畢」とするものがあり、実勝と同一人物とみられる。

#### 南仏
南仏は、弟子の快慶に金剛福寺の院主職を譲るよう命じた弘安11年（1288年）2月付「一条家経家政所下文」にその名が現れる僧である。四万十市坂本にあった香山寺の中興と言われる人物であり、伝承では彼は太平洋を漂流して土佐国下田に漂着し、四万十川を遡って坂本に至り、香山寺を開いたという。『四国遍路』の著者・近藤喜博は南仏の名のように彼が渡海上人であったのではないかとしている。

#### 『とはずがたり』
『とはずがたり』巻5では、足摺岬の由来として以下の説話を載せる。
昔、一人の僧と彼に仕える小法師がいた。その小法師には慈悲の心があったので、どこからともなく現れた別の小法師に自分の食べ物を分け与えていた。師の僧はやめるように言ったが、再び小法師が現れたので、弟子の小法師はこれで最後だと言ってまた分け与えた。すると「これほどの情けは忘れがたい。我がすみかへ見に来たまえ」と言って弟子の小法師を連れて行った。僧がこっそり後を追うと、岬に着き、2人の小法師は一葉の船に棹さして南に船出した。僧は「我を捨ててどこへ行くのか」と言ったが、小法師は「補陀落世界へ行く」と答え、2人の小法師は菩薩の姿となっていた。僧は足ずりをして悔しがり、それから足摺岬と呼ばれるようになった。

#### 天俊
金剛福寺の住持・天俊は、明治42年（1909年）、前方の海岸から補陀落山を目指して入水したという。これが記録に残る最後の補陀落渡海である。

### 那珂湊

#### 高海上人
享禄4年（1531年）11月28日に常陸国六地蔵寺の恵範によって書かれた『那珂湊補陀洛渡海記』には、同年11月18日に那珂湊の海岸から出帆した高海上人の補陀落渡海の模様が記録されている。
高海上人は長髪のことも裸髪のこともあったというから、非僧非俗の聖、山伏であったと考えられる。享禄3年（1530年）11月18日の夜、高海は観音世界の霊告を受け補陀落渡海を思い立ったという。補陀落渡海船は那珂川の上流で建造され、享禄4年11月4日に高海を乗せて那珂川を下り那珂湊に向かった。那珂湊に着くと高海は下船し「假屋之道場」に入った。補陀落渡海の決行日は11月18日に決まり、高海をはじめ22人が乗船することとなった。
11月18日当日となり、3隻の船団と、それに乗船する高海らの豪奢な装束が描写される。未の刻になり、音楽の演奏が終わると、いよいよ綱を解き帆を挙げる段になり、太鼓や鐘が鳴らされる。恵範は別離の涙を流し、渡海船を送る「奉送の伽陀」とその解説を書き記して筆を置いている。

### 肥後

#### 弘円上人
熊本県玉名市の繁根木神社裏の稲荷社に、補陀落渡海碑が現存する。その内容は、永禄11年（1568年）11月18日に下野国の弘円が補陀落渡海したというもので、「同舩」とある「駿河善心行人」「遠江道円行人」もともに渡海したとみられる。同碑は熊本県指定重要文化財となっている。
この碑については森本一瑞『肥後国志』巻9に記述があり、3人は補陀落世界に往生すれば松の木に龍燈を掛けると誓い、土船を作り門前の小川・松ノ木川に浮かべ、沈んだ。翌年の同日に海中から燈火が出て松の梢に掛かったと伝える。

#### 夢賢上人
同じく熊本県玉名市伊倉北方の報恩寺跡にも、天正4年（1576年）8月に下野国の夢賢上人が補陀落渡海したと伝える碑が残る。日明貿易で栄えた丹倍津（にべつ）港付近から有明海に渡海したものとみられる。同碑も熊本県指定重要文化財となっている。

### 和泉

#### 祐海上人
補陀落渡海碑は、上述の2基のほかに、大阪府泉南市の林昌寺にも現存する。肥前国温泉山の祐海上人が永禄8年（1565年）2月28日に補陀落山渡海したというものである。温泉山は林昌寺の旧山号であると同時に、肥前国満明寺の山号でもあった。行基開山の伝承がある真言宗の両寺院には繋がりがあったとみられる。

### 薩摩

#### 舜夢上人
新納久仰の編纂とみられる『神社調』（東京大学史料編纂所蔵）の「普門山日新寺末維雲菴」の項に、寺の近くから船に乗り補陀落渡海した舜夢上人の位牌と石塔があるという元禄10年（1697年）閏2月書出とされる記述がある。この石塔は未発見だが、鹿児島県南さつま市加世田小湊の正信寺裏の共同墓地には維雲菴開山・天澤淳和尚の無縫塔があるため、舜夢は中世末期にこの地から渡海したものと推測される。

### 日向

#### 祐遍
願成就寺（宮崎県日南市）5世・祐遍は、寛永14年（1627年）8月3日に筏を河原で組み立て、観音浄土を目指し海に船出したという伝承がある。

### 山陰

#### 重善上人
『杵築大社旧記録御遷宮次第』（『鰐淵寺旧蔵文書』）には、天文10年（1541年）9月18日に重善上人が杵築仮宮から21人で補陀落渡海したとの記事がある。重善上人の俗名は亀井秀三郎、氏は惟宗とあるが、出雲国人亀井氏の一族と推測される以上のことは不明。いずれにしても日本海側における補陀落渡海の確実な記録としては現時点で唯一のものである。

#### 嘉慶の碑
鳥取県鳥取市青谷町青谷に現存する「嘉慶の碑」（鳥取市指定保護文化財）は、補陀落渡海碑であるとの伝承があるが、碑文は阿弥陀三尊の種子のほかに「嘉慶三年己巳二月吉日」「一結衆■」「敬白」という銘文のみのため、補陀落渡海碑と断言する根拠を欠く。他方、「ウバステ（姥捨）」の供養とする伝承もある。

### その他
『言継卿記』天正10年（1582年）4月6日条に見える総州の僧「快養」は、京の阿弥陀寺で「補陀ラクへ渡海すと云々」と記録があるものの、その後いつどこで渡海したのかは明らかにできない。
『御湯殿上日記』には、享禄2年（1529年）に「もくしき」、享禄3年（1530年）に「ひせんのくに（肥前国）の十こく」、天文9年（1540年）に「十こく」と書かれる3名の補陀落渡海僧が朝廷に上人号を求めた記述がある。木食や十穀というのは穀物を断つ一種の断食（木食行）を行う行者のことである。

## ヨーロッパ人による記録
ペドロ・デ・アルカソバ、ガスパル・ヴィレラ、ルイス・フロイスといった日本に滞在した宣教師たちも、補陀落渡海について報告を行っている。特に1562年のヴィレラの書簡では7人の同行者を伴う入水を実見したことを述べ、1565年のフロイスの書簡では1564年12月28日に伊予国堀江（現・松山市）に自身が到着する6、7日前に当地で行われたという男性6人・女性2人による補陀落渡海について記録している。
ヴァリニャーノの『日本諸事要録』第3章では「彼等が空想しているある天国に行く為に、大げさな儀式によって、生きたまま海中に身を投じて溺死する者もいる」と述べられている。グスマンは上述の宣教師らによる記録をもとに、『東方伝道史』第12章で「水の下に観音と云ふ偶像の極楽があると確く信じ･･･船が沖に出た時、首、手足、体の中頃に大きな石を結びつけ、罪の重さで直ぐに地獄に落ちるに十分であるかのやうに、一人々々海に飛び込んで溺死する。他船に乗つて近くに行つてゐた親戚友人達は、その可哀想な人々の乗つてゐた船を、それ以後誰もその船に乗る価値のないものとして火をつける。･･･又或者は船が沖に出た時、漸次水が入つて沈むやうにと、船底に穴をあける方法を用ひる。」と述べている。ルイス・フロイスの『日本史』総論18章に「仏僧らが行なう補陀落、および、彼らが悪魔に奉献するその他の流儀について」と題する1章があったとされるが、内容は未発見である。
発信者名は不明だが1577年の某パードレによる書簡は、補陀落渡海とは呼んでいないものの、母親を殺害したことから滅罪として諸国を巡り苦行に身を投じた行者が、博多沖で入水したことを記録する。船で沖に出てから行者は重石を身に付けて海に飛び込み、乗ってきた船は同伴者によって火を放たれたとある。90歳と80歳の者が一緒に死んだという。行者の遺骸は同伴者によって市の門の通路の傍らに葬られたという。
これらの記録では、内海で行われたものもあるが、その方法は船から重石を身に付けて入水する、あるいは船に穴を空けて沈むなど、命を落とす確実性の高いものとなっている。

## 琉球に漂着した補陀落渡海僧
『琉球国由来記』巻10「琉球国諸寺旧記序」によれば、咸淳年間（1265年 - 1275年）に禅鑑禅師という者が葦舟に乗って小那覇港に流れ着いた。禅鑑は補陀洛僧であるとだけ言って詳しいことは分からなかったが、時の英祖王は禅鑑の徳を重んじ浦添城の西に補陀洛山極楽寺を建立した。他方『琉球国由来記』巻10「天徳山龍福寺記」では補陀落僧の名を明らかにしない。また『球陽』では禅鑑の名を記すが補陀落僧であるとの記述はない。いずれにおいても共通しているのは、咸淳年間に琉球の外から漂着したこの僧が、英祖王の帰依を受け極楽寺を建立したことが琉球における仏教のはじめであるとしている点である。
『遺老説伝』巻1に、仲城郡津波村（中城村津覇）に「補陀落僧」と呼ばれる和尚がいたという話がある。補陀落僧が親しい祝女の家を訪ねた際、祝女の娘が裸で座中に出たため、祝女は無礼として追い出した。たまたま帰ってきた父親がこれを聞き、僧と祝女の関係を疑い、妻を罵倒した。祝女は乳を噛み死んでしまった。補陀落僧も汚穢を恥じて寺に帰り、櫃に入ると、時間を置かずに寺から出火したが、櫃の中に屍骨はなかった。
上述するように熊野から大永年間に渡海した日秀は、琉球に漂着後、金武町に金武観音寺を建立し、波上山護国寺を再興し仏像を刻むなど足跡を残した。

## 関連作品
- 井上靖の短篇「補陀落渡海記」 - 主人公の渡海前の金光坊が、当初の崇高な思想からやがて俗世に執着するようになり、渡海船から逃げ出すが周囲の人間に捕らえられて再び海に出されてしまう。
- 内田康夫『熊野古道殺人事件』、短編「還らざる柩」 - 補陀落渡海を現代に再現したイベントの最中に殺人事件が発生する。掌編集『妖しい詩韻』にも熊野の補陀洛山寺の金光坊をモチーフにした一編がある。
- 松本清張「Dの複合」 - 作中に補陀落渡海と月山・日光二荒山神社・鋸山と日本寺などと関連性があると思わせる記述がある。
- 『美味しんぼ』103巻「日本全県味巡り 和歌山編」 - クロシビカマス（通称『ヨロリ』）について、補陀落渡海から逃げ帰った僧を村の役人が叩き殺し、その僧の祟りでヨロリが黒くなったとの言い伝えが掲載されている。
- 諸星大二郎の稗田礼二郎シリーズ『六福神』に収録されている短編漫画『帰還』 - 補陀落渡海の直前になって里の娘に恋心を抱いた僧侶が無理矢理海に流されて怨霊となり、娘の名前を呼びながら渡海船で帰還する話である。四方を鳥居で囲まれた渡海船の解説がある。
- 藤子・F・不二雄のSF短編の一つ『旅人還る』において、亜光速航行と冷凍睡眠を併用して一人の宇宙飛行士を宇宙の果てへと送り届ける片道宇宙旅行は「フダラク計画（）」と呼ばれていた。
- 安武わたる「まんがグリム童話　日本の鬼母・悪女伝」に収録の短編「浄土へいく舟」 - 補陀落渡海をテーマに描かれた残酷童話漫画。嵐の翌朝美しい女性が砂浜に流れついた。渡海を控えた61歳の住職、日厳は寺に女を迎え入れるが次第に強い煩悩に引き込まれていく。
- 坂東眞砂子「桃色浄土」 - 大正中期、四国の隔絶された漁村にイタリア人エンゾが漂着し、海女のりんと恋に落ちる。だが海で取れる高価な桃色珊瑚とりんの肉体を巡って、浜では争いが起こる。
- スタジオジブリの長編アニメ映画「平成狸合戦ぽんぽこ」 - 人間の土地開発から故郷を守ろうと立ち上がったたぬき達だが、終盤で敗戦を悟った一部のたぬき達が踊り念仏をはじめ、宝船を作って多摩川より補陀落渡海へと繰り出す。